# Sloanea pseudoverticillata
Sloanea pseudoverticillata är en tvåhjärtbladig växtart som beskrevs av Boeira. Sloanea pseudoverticillata ingår i släktet Sloanea och familjen Elaeocarpaceae. Inga underarter finns listade i Catalogue of Life.